# Thai AirAsia

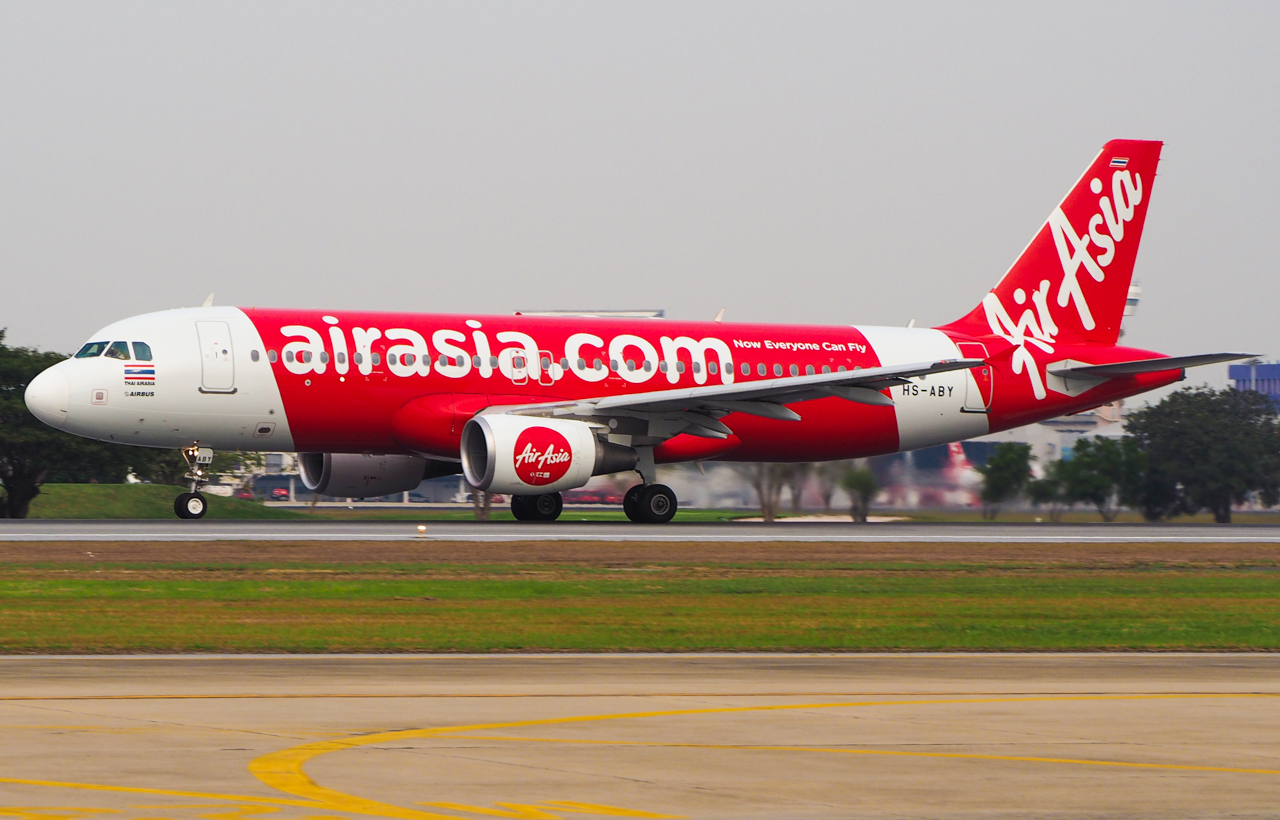
Airbus A320-200

Thai AirAsia (SET: AAV, тайск. ไทยแอร์เอเชีย) — тайская бюджетная авиакомпания, базирующаяся в Бангкоке, с базой в международном аэропорту Дон Мыанг.
Thai AirAsia была единственной бюджетной авиакомпанией, выполняющей внутренние и международные рейсы из аэропорта Суварнабхуми. 1 октября 2012 Авиакомпания перенесла все рейсы из аэропорта Суварнабхуми в аэропорт Дон Мыанг. 25 сентября 2020 г. Thai AirAsia возобновила полеты из аэропорта Суварнабхуми.

## История
Авиакомпания Thai AirAsia была создана 8 декабря 2003 года как совместное предприятие малайзийской AirAsia и ее основателя Тони Фернандеша с таиландской корпорацией Shin Corporation. 
Thai AirAsia начала свою деятельность в феврале 2004 года. 
Thai AirAsia начала выполнять внутренние рейсы из бангкокского аэропорта Дон Муанг в Хатъяй  (Сонгкхла), Пхукет и Чиангмай, а также первый международный рейс из Бангкока в Сингапур на двух самолетах Boeing 737.
15 февраля 2006 было оглашено, что тайская компания Asia Aviation PLC (AAV), перекупила 50-процентную долю Shin Corp в Thai AirAsia. Asia Aviation было соединением Shin Corp., которой принадлежит 49 процентов Asia Aviation, в то время как 51 процент принадлежал тайскому инвестору Ситтичай Вратхаммануну.
В мае 2007, управление Thai AirAsia приобрела 100 процентов Asia Aviation. Thai AirAsia на 55 процентов принадлежит Asia Aviation и на 45 процентов — малайзийской компанией AirAsia Group. В июне 2016 King Power приобрел US$225-миллионую долю Thai AirAsia. Приобретение 39 процентов компании Asia Aviation делает King Power вторым владельцем Thai AirAsia.

## Направления
Thai AirAsia предлагает направления по всему Таиланду и Юго-Восточной Азии из Бангкока.

## Флот

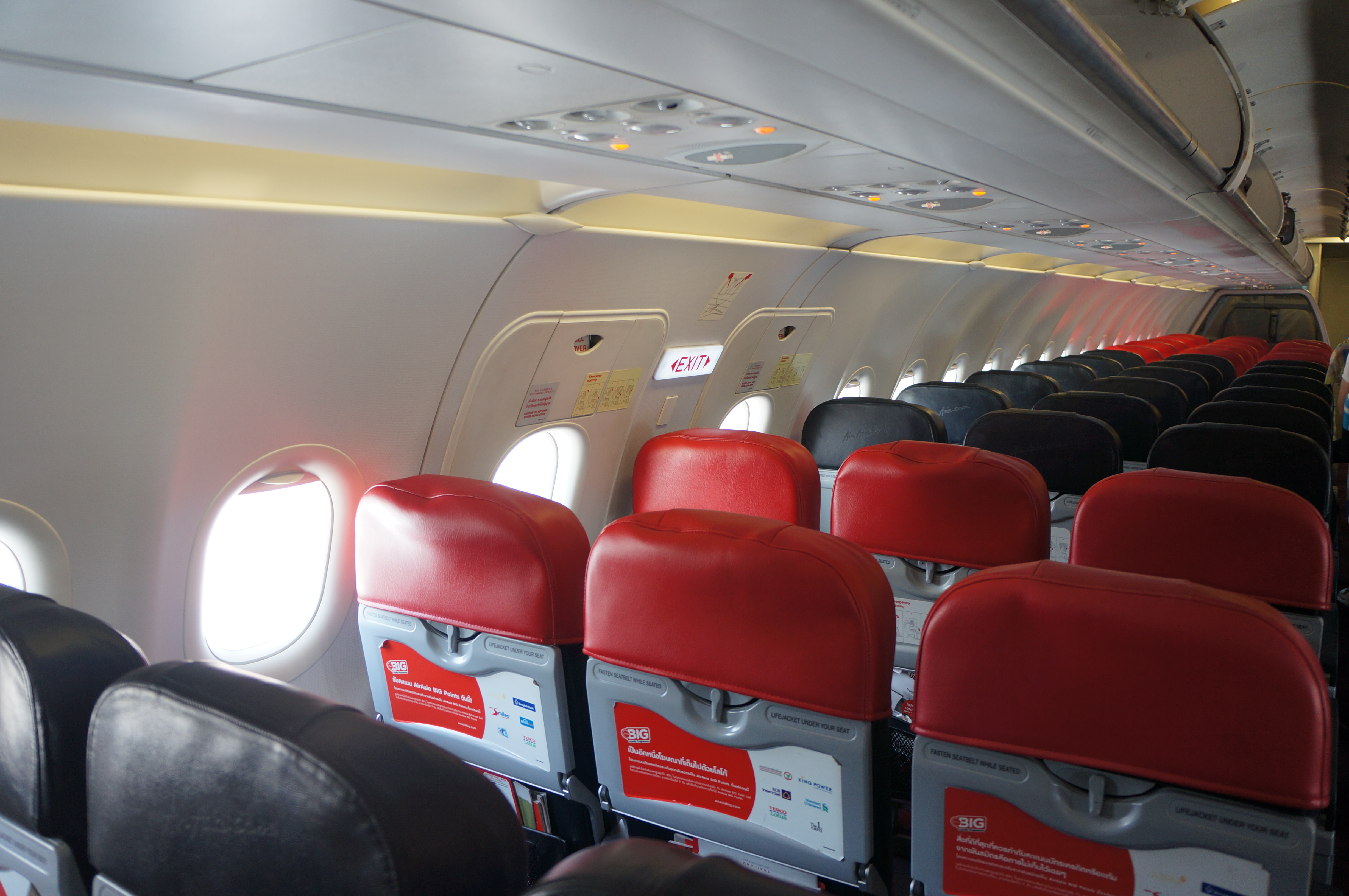
Интерьер

По состоянию на август 2023 года флот Thai AirAsia состоит из следующих самолётов, средний возраст которых составляет 9,6 года:
| Самолет         | В наличии | Заказы | Посадочных мест | Примечания |
| --------------- | --------- | ------ | --------------- | ---------- |
| Airbus A320-200 | 41        | 5      | Y180            |            |
| Airbus A320neo  | 10        | —      | Y186            |            |
| Airbus A321neo  | 2         | —      | Y236            |            |
| Итого           | 53        | 5      |                 |            |